# Maharajganj (distrikt)
Maharajganj (hindi: महाराजगंज जिला) er et distrikt i den indiske delstat Uttar Pradesh. Distriktets hovedstad er Maharajganj. 

## Demografi
Ved folketællingen i 2011 var der 2,665,292 indbyggere i distriktet, mod 2,173,878 i 2001. Den urbane befolkningen udgør 5,06 % af befolkningen.
Børn i alderen 0 til 6 år udgjorde 15,09 % i 2011 mod 21,05 % i 2001. Antallet af piger i den alder per tusinde drenge er 958 i 2011.